# Conferentie van Brazzaville

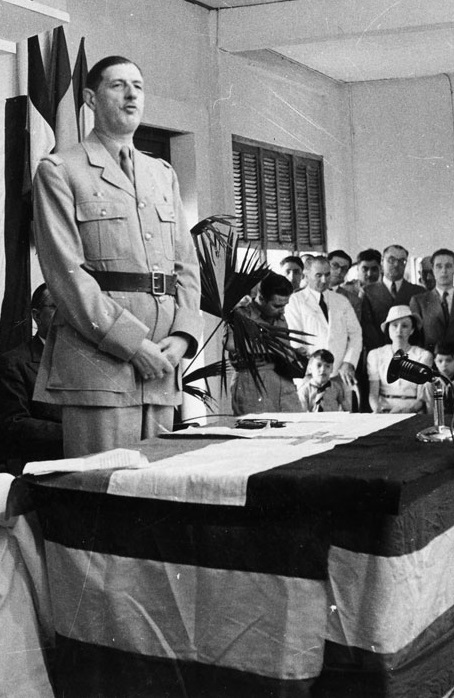
De Gaulle tijdens de opening van de conferentie

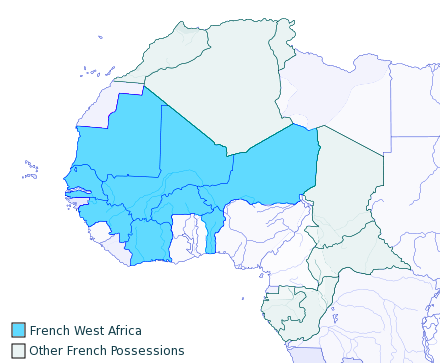
Frans-West-Afrika in 1913.

De Conferentie van Brazzaville was een conferentie die in 1944 werd gehouden in Congolese stad Brazzaville. Deelnemers aan de conferentie waren politici van de Vrije Fransen en de leiders van de landen van de Franse koloniën in Afrika. Het doel was het herzien van de relatie tussen Frankrijk en zijn koloniën. De leider van de Vrije Fransen, Charles de Gaulle, erkende de nood hieraan na de nederlaag van Frankrijk in de Slag om Frankrijk. De conferentie vond plaats van 30 januari tot 8 februari 1944 en legde de basis van de Union française die na de oorlog in 1946 werd opgericht.
In 1943 bestond het Vrije Frankrijk uit alle koloniën van Frankrijk met uitzondering van de Unie van Indochina. De overgrote meerderheid van de soldaten was tevens uit de koloniën afkomstig. In 30 Januari 1944 werd een vergadering belegd in Brazzaville met de 21 gouverneurs uit Afrika en Madagaskar, die een herziening van de relatie met Frankrijk wensten.

## Besluiten
De volgende besluiten werden genomen tijdens de conferentie:
1. Het Franse Rijk zou verenigd blijven.
2. Semi-autonome volksvergaderingen zouden worden opgericht in de koloniën.
3. Inwoners van de kolonies kregen gelijke rechten met de Franse burgers.
4. Inwoners van de kolonies kregen stemrecht voor de Nationale Vergadering.
5. De inheemse bevolking zou de meerderheid van de ambtenaren voor de koloniën vormen.
6. Herziening van de economische relatie.